# Charles Floquet
Thomas Charles Floquet (Sant Joan de Peu de Port, Baixa Navarra 2 d'octubre de 1828 - París, 19 de gener de 1896) fou un polític francès, advocat col·legiat a París, diverses vegades diputat, senador, prefecte ministre i president del Consell. La seva involucració en l'escàndol de Panamà va posar fi a la seva carrera política.
Era fill de Pierre Charlemagne Floquet i Marie Léocadie Etcheverry, filla de Thomas Etcheverry, diputat-alcalde de Baigorri, i de Marthe Harismendy.

## Carrera política
En 1867 no assolí un acord de França amb el tsar Alexandre II de Rússia durant la seva visita a Paris per l'Exposició universal, després d'haver proclamat « Visca Polònia, Senyor ! ». Aquesta exclamació va fer conegut aquest ardent republicà. Va intervenir en nombrosos processos polítics, defensant en 1870 la família de Victor Noir.
Nomenat adjunt a l'alcalde de París després de la caiguda del Segon Imperi Francès, va dimitir el 3 d'octubre de 1870 per consagrar-se en la defensa de la capital. Elegit diputat a París el 8 de febrer de 1871, va protestar contra les condicions de pau prussianes, així com de transferir l'Assemblea Nacional Francesa a Versalles. A continuació va dur a terme una sèrie de mesures de conciliació entre l'Assemblea i la Comuna. Es va convertir en regidor de l'Ajuntament de París en 1872 i president d'aquest Consell 1874, i fou reelegit diputat de París en 1876. Va seure a l'extrema esquerra i va començar una campanya per a la l'amnistia dels condemnats per la Comuna. Va ser reelegit l'octubre de 1877 i posteriorment en 1881. Aleshores va esdevenir vicepresident de la Cambra.
En 1882 fou nomenat prefecte del Sena i abandonà el seu mandat de diputat, però dimití de la prefectura l'agost del mateix any, quan el govern refusà crear una alcaldia de París.

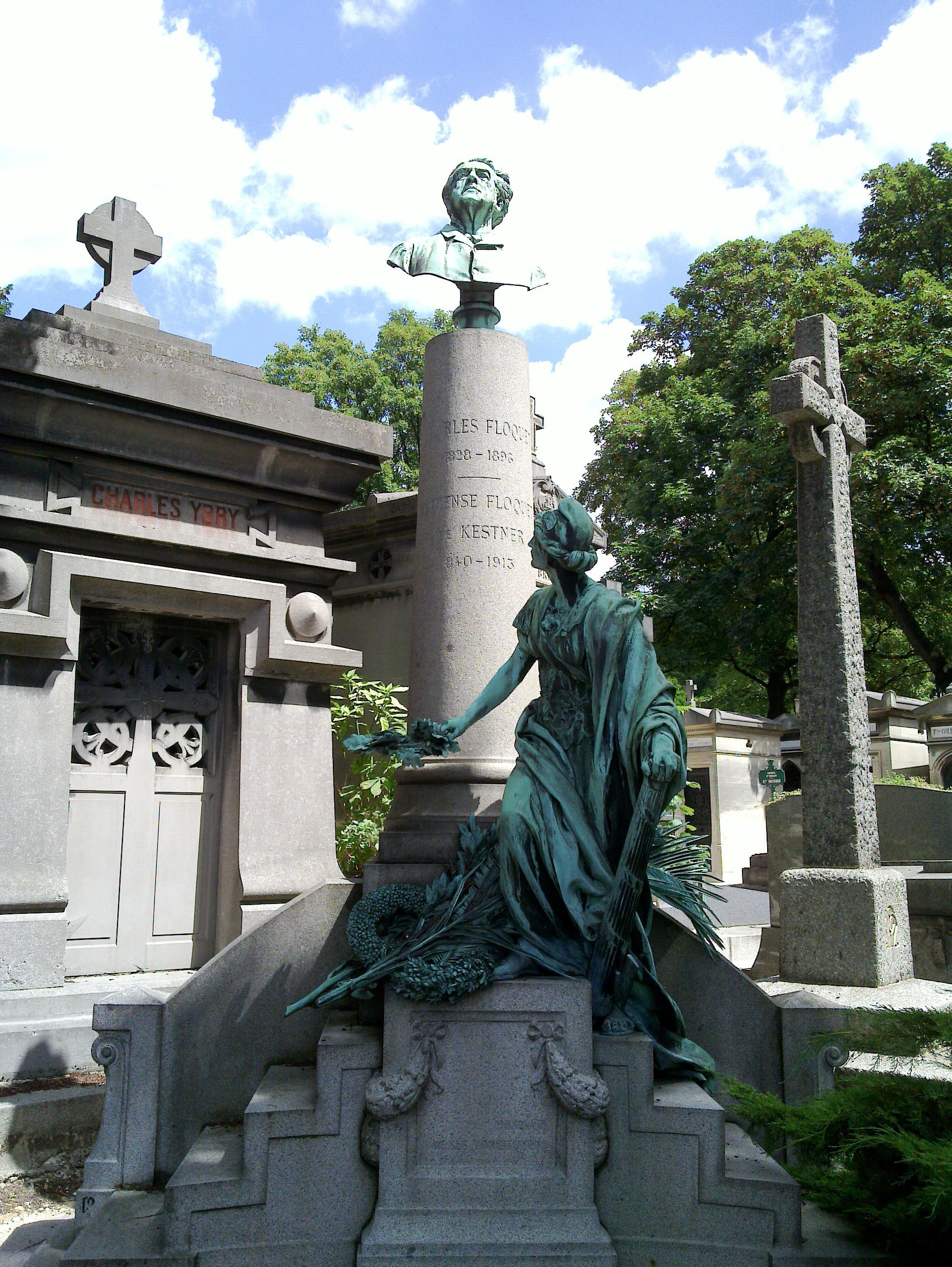
Tomba a Père-Lachaise

Reelegit diputat a Perpinyà en 1885, aquesta vegada va seure entre els radicals. Va ser conegut per la seva intervenció el gener de 1883 demanant la prohibició de romandre al país de totes les famílies que van regnar a França. Fou nomenat President de la Cambra l'abril de 1885 i va tenir un paper d'arbitratge de tal manera que es va considerar la seva candidatura a la presidència. Va ser reelegit a finals d'any i conservà el seu escó a les eleccions de 1887. Després dels esdeveniments del boulangisme que provocaren la caiguda del gabinet Tirard, fou encarregat de constituir un nou govern. En abril de 1888 com a nou president del consell es va oposar a les proposicions del general Boulanger. El 12 de juliol, després d'una acalorada discussió, els dos homes s'enfrontaren en duel. El sexagenari Floquet provocà la sorpresa de ferir al seu oponent. Continuant la seva lluita, el 13 de febrer de 1889 va obtenir la restauració de la votació per districte, menys favorable als seus oponents: la Llei de 13 de febrer de 1889.
Però a la Cambra, on els opositors hostils al revisionisme es reagruparen al voltant dels boulangistes i dels conservadors, votaren l'endemà l'ajornament de la reforma constitucional i el govern Floquet hagué de dimitir.
Fou reelegit diputat a París en 1889 i a finals d'any fou nomenat novament president de la Cambra, càrrec que conservà fins a gener de 1893, data en què hagué de dimitir a causa de la seva implicació en l'escàndol de Panamà, on es va revelar que havia rebut 300.000 francs. A les eleccions legislatives d'agost-setembre de 1893, fou derrotat a París per l'obrer socialista Pascal Faberot.
Va acabar la seva carrera política com a senador del Sena de 1894 a 1896. Va morir el 19 de gener de 1896 a les 11:30 després d'una agonia de vint-i-quatre hores. L'anunvi de la seva mort inspirà Arthur Ranc les paraules següents : « Charles Floquet sabia el que era la ingratitud dels partits. Aquest ciutadà probe, valent republicà, no es va lliurar de la calúmnia i l'insult baix. Va ser per a ell una cruel amargor. Podia veure després com es va estendre en tota la seva ferocitat pels fariseus de la virtut i la hipocresia de cors covards. »
En comunió amb les seves idees polítiques, Jules Dalou va fer un monument a la seva memòria al cementiri de Père-Lachaise en 1899.
Els papers personals de Charles Floquet es conserven als Arxius Nacionals com a document 49AP

## Records històrics

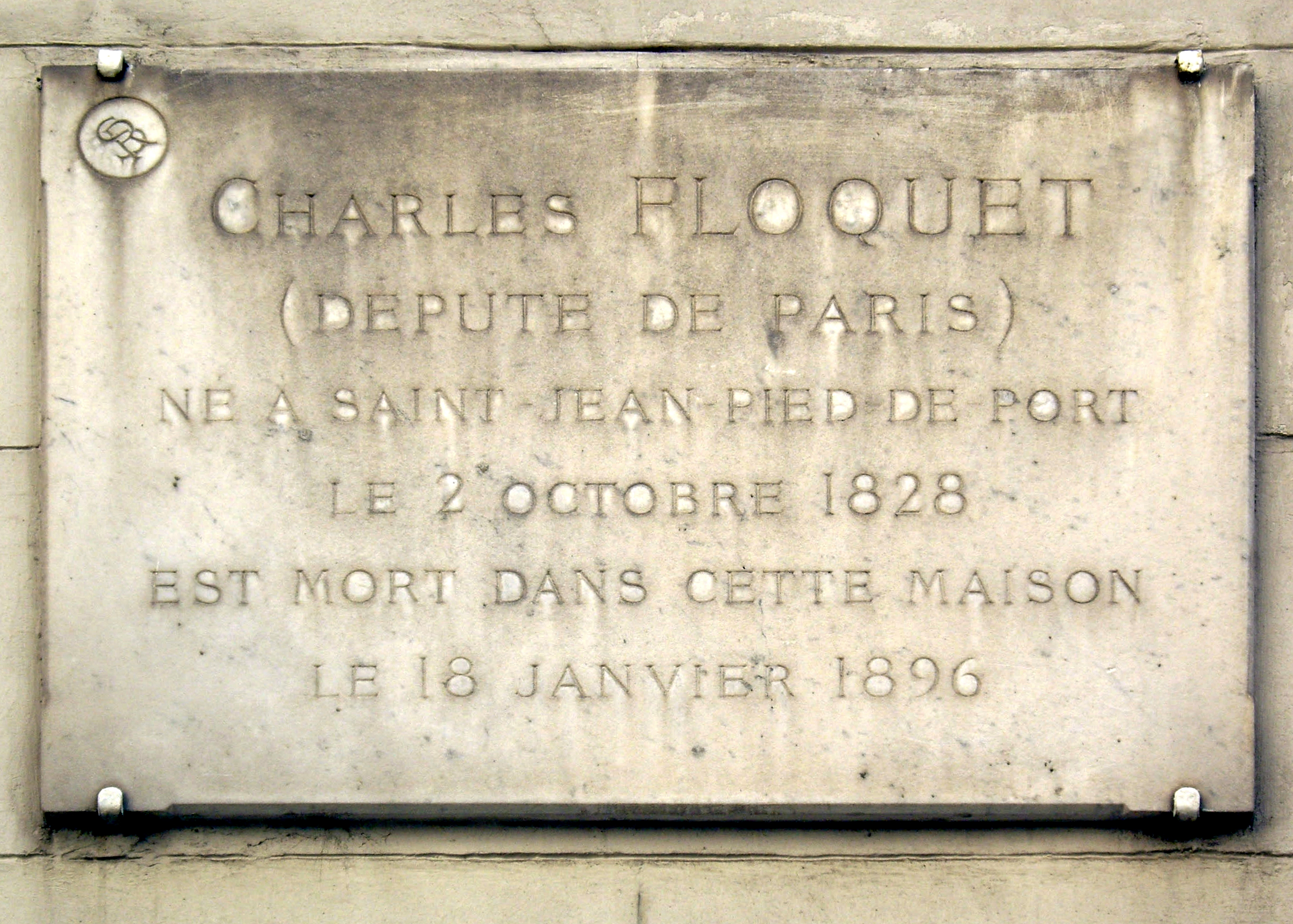
Placa en memòria de Charles Floquet posada al seu domicili parisenc al 19 de la rue de Lille

La medalla de Floquet com a diputat del Sena durant la legislatura de 1881 es conserva al musée Carnavalet (ND 4404).
Des que es va inaugurar en 1907, una avinguda enfront del Camp de Mart (7è districte de París) fou batejada « avenue Charles-Floquet ».